# Понсампер
Понсампе́р (фр. Ponsampère) — коммуна во Франции, находится в регионе Юг — Пиренеи. Департамент — Жер. Входит в состав кантона Миранд. Округ коммуны — Миранд.
Код INSEE коммуны — 32323.

## География

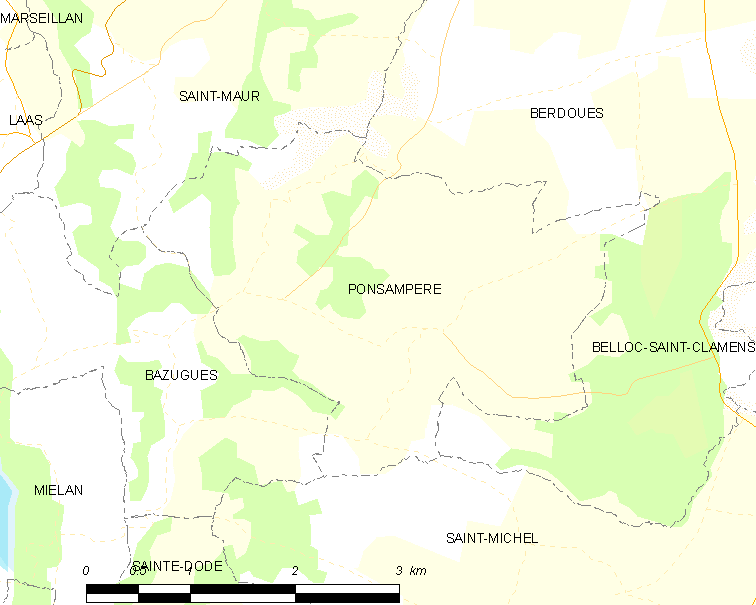
Карта коммуны

Коммуна расположена приблизительно в 620 км к югу от Парижа, в 90 км западнее Тулузы, в 27 км к юго-западу от Оша.

## Климат
Климат умеренно-океанический. Лето жаркое и немного дождливое, температура часто превышает 35 °С. Зимой часто бывает отрицательная температура и ночные заморозки. Годовое количество осадков — 700—900 мм.

## Население
Население коммуны на 2010 год составляло 108 человек.
| 1962 | 1968 | 1975 | 1982 | 1990 | 1999 | 2010 |
| ---- | ---- | ---- | ---- | ---- | ---- | ---- |
| 142  | 109  | 107  | 103  | 110  | 118  | 108  |

## Администрация
| Период | Период | Фамилия        | Партия | Примечания |
| ------ | ------ | -------------- | ------ | ---------- |
| 2001   | 2008   | Реймон Жакоме  |        |            |
| 2008   | 2014   | Гвладис Эскюд  |        |            |
| 2014   | 2020   | Лоранс Сорьяно |        |            |

## Экономика
В 2010 году среди 61 человека трудоспособного возраста (15-64 лет) 45 были экономически активными, 16 — неактивными (показатель активности — 73,8 %, в 1999 году было 63,4 %). Из 45 активных жителей работали 44 человека (27 мужчин и 17 женщин), безработным был 1 мужчина. Среди 16 неактивных 3 человека были учениками или студентами, 7 — пенсионерами, 6 были неактивными по другим причинам.